# Од Фючър
Odd Future Wolf Gang Kill Them All, обикновено само Од Фючър, e американска хип-хоп група, създадена през 2007 година в Лос Анджелис. Колективът първоначално е сформиран от Тайлър, дъ Криейтър заедно с Ходжи, Лефт Брейн, Кейси Веджис, Дъ Супер Три, и Джаспър Долфин. По-късно се присъединяват Ърл Суетшърт, Франк Оушън, Домо Дженезис, Майк Джи и Сид. Извън музиката, Од Фючър имат модна линия наречена Голф Уенг.
От 2015 г., колектива е почти неактивен. Мнозина смятат, че колективът се е разпаднал, въпреки че никога не е обявено официално.

## История
Од Фючър е създаден през 2007 г. в Лос Анджелис от Тайлър, Дъ Криейтър, Лефт Брейн, Ходжи Бийтс и Джаспър Долфин. Голяма част от ранната музика на колектива е записана в стаята на Сид и Тако в дома им в Лос Анджелис. През ноември 2008 г. издават своя дебютен микстейп, The Odd Future Tape.

## Участници

### Настоящи членове
- Тайлър, Дъ Криейтър – рапър, продуцент, режисьор на музикални видеоклипове (2007–)
- Ходжи – рапър, продуцент (2007–)
- Лефт Брейн – продуцент, DJ, рапър (2007–)
- Пирамид Вритра – продуцент, рапър (2007–)
- Франк Оушън – певец, продуцент, рапър (2010–)[5]
- Джаспър Долфин – рапър, hypeman (2007–)
- Ърл Суетшърт – рапър, продуцент, DJ (2009–)
- Домо Дженезис – рапър, DJ (2009–)
- Мат Маршънс – продуцент, singer (2007–)
- Майк Джи – рапър, DJ (2009–)
- Тако – DJ, рапър (2009–)
- Ел-Бой – hypeman (2011–)
- На'кел – рапър, hypeman (2012–)
- Лукас Версети – hypeman (2009–)

### Бивши членове
- Кейси Веджис – рапър (2007 – 2009)
- брандЪн ДеШей – рапър, продуцент (2008 – 2010)
- Сид – певица, DJ, продуцент (2008 – 2016[6])

## Дискография

### Albums
- The OF Tape Vol. 2 (2012)

### Микстейпове
- The Odd Future Tape (2008)
- Radical (2010)

### Компилации
- 12 Odd Future Songs (2011)